# フロラーカツプ
フロラーカツプは日本の競走馬、繁殖牝馬。主な勝ち鞍は1924年の帝室御賞典、優勝内国産馬連合競走。
引退後はフロリストの名で繁殖入り。ラシデヤーとの配合で産んだハクリユウ、シアンモアとの配合で産んだハクセツ・スターカツプ・アカイシダケが帝室御賞典で優勝。またプリメロとの配合で産んだミナミホマレが東京優駿競走を勝利するなど、繁殖牝馬としても非常に優秀な成績を収めた。
ラシカツターとの配合で産んだ第弐フロリスト、およびスターカツプからは牝系が広がっており、特に後者からはシラオキ系の祖である名牝シラオキが出ている。
主な直系子孫に、第弐フロリスト系のダテテンリュウ・ガーネツト・ポレール・メイショウサムソン・セイウンワンダー、スターカツプ系（シラオキ系含む）のケンホウ・ビッグウルフ・シスタートウショウ・マチカネフクキタル・スペシャルウィーク・ウオッカがいる。

## 主な牝系図
- Mayonaise 1856 ---No.3-l始祖
  - Carine 1866
    - True Love 1878
      - Sterling Love 1883
        - Stirrup Cup 1890
          - *フロリースカツプ 1904 ←---フロリースカツプ牝系に戻る
            - 第四フロリースカツプ 1912
              - フロリスト 1919 ---↓改行
                - 第弐フロリスト 1927
                  - フロラヴアース 1936
                    - サンキスト 1944
                      - ガーネツト 1955 ---→ガーネツト牝系へ

                - スターカツプ 1930 ---→スターカツプ牝系へ
                  - 第弐スターカツプ 1937
                    - シラオキ 1946 ---→シラオキ牝系へ

---↓フロリスト牝系
牝系図の主要な部分（太字はGI級競走優勝馬）は以下の通り。
- フロリスト 1919
  - 第弐フロリスト 1927
    - フロラヴアース 1936
      - サンキスト 1944
        - ハヤオー 1951（目黒記念（秋））
        - ケンチカラ 1952（秋の鞍、大井記念）
        - ガーネツト 1955（有馬記念、天皇賞（秋）） ---→ガーネツト牝系へ
        - 第四サンキスト 1956
          - 第四サンキストの弐 1962（CBC賞）
            - シーヤング 1975
              - マルブツスピーリア 1986（ウインターS）

          - ダテテンリュウ 1967（菊花賞）

        - ルーキー 1959
          - カツルーキーオー 1977（札幌3歳S）

        - サンマリノ 1961 ---→サンマリノ牝系へ

  - ハクリユウ 1928（帝室御賞典）
  - ハクセツ 1929（帝室御賞典）
  - スターカツプ 1930（帝室御賞典）---→スターカツプ牝系へ
    - 第弐スターカツプ 1937
      - シラオキ 1946 ---→シラオキ牝系へ

  - アカイシダケ 1932（帝室御賞典）
  - ミナミホマレ 1939（東京優駿）

### サンマリノ牝系
- サンマリノ 1961
  - ヒンドバース 1968
    - タケノアレグロ 1973
      - ミヤサンレディ 1980
        - ナイスパーワー 1987（ダービー卿CT）

      - ロングレザー 1981（ローズS）

    - オカノブルー 1975
      - マイネミレー 1984
        - マイネカトリーヌ 1994
          - マイネルデュプレ 2001（共同通信杯）

        - マイネポリーヌ 2002
          - フェアエールング 2020（小倉牝馬S）

      - マイネレーベン 1985
        - マイネルブライアン 1997（シリウスS、群馬記念、グランシャリオC）

      - マイネセラヴィ 1989
        - マイネルビンテージ 1997（京成杯）

      - マイネルブラウ 1997（小倉大賞典）

    - チャイナバース 1977
      - サンキストイエロー 1986
        - トップサンキスト 1992
          - トップオブワールド 2001（ユニコーンS）

    - ミチノクルビー 1978
      - スターシャイン 1989
        - ナショナルスパイ 1994（川崎記念2着）

    - レッドコスモス 1979
      - マイネゴージャス 1996
        - マイネマニフィーク 2002
          - タケノペガサス 2011
            - タケノサイコウ 2019（カペラ賞、たんぽぽ賞、佐賀オータムスプリント）

  - アイレバース 1970
    - マイソール 1975
      - セレクトサンキスト 1981
        - マルブツサンキスト 1987（小倉記念）
        - セレクトレモン 1991
          - サダムブルースカイ 1999（函館2歳S）
          - アインライツ 2001
            - ヒーローコール 2020（戸塚記念、黒潮盃、鎌倉記念、雲取賞）

    - アイレテスコ 1978
      - アンカースティーム 1988
        - セイウンクノイチ 1998
          - セイウンワンダー 2006（朝日杯FS、エプソムC、新潟2歳S）

    - ウインドオブサマー 1983
      - ストーミーラン 1991
        - メリッサ 2004（北九州記念）
          - ミッキーグローリー 2013（京成杯オータムH、関屋記念）
          - カツジ 2015（ニュージーランドT、スワンS）

  - ミホランザン 1971（朝日杯3歳S）
  - カバリランサー 1975
    - カバリセプター 1988
      - プルザトリガー 1999（エンプレス杯）

牝系図の出典：牝系検索α

## 血統表
| フロリスト（競走馬名フロラーカツプ）の血統 | フロリスト（競走馬名フロラーカツプ）の血統  | フロリスト（競走馬名フロラーカツプ）の血統  | （血統表の出典）                            | （血統表の出典） |
| 父系                                       | アイソノミー系（バードキャッチャー系）      | アイソノミー系（バードキャッチャー系）      | アイソノミー系（バードキャッチャー系）      |                  |
| 父 *ガロン 1909 栗毛                       | 父の父Gallinule 1884 栗毛                   | Isonomy                                     | Sterling                                    | Sterling         |
| 父 *ガロン 1909 栗毛                       | 父の父Gallinule 1884 栗毛                   | Isonomy                                     | Isola Bella                                 |                  |
| 父 *ガロン 1909 栗毛                       | 父の父Gallinule 1884 栗毛                   | Moorhen                                     | Hermit                                      | Hermit           |
| 父 *ガロン 1909 栗毛                       | 父の父Gallinule 1884 栗毛                   | Moorhen                                     | Skirmisher Mare                             |                  |
| 父 *ガロン 1909 栗毛                       | 父の母Flair 1903 鹿毛                       | St. Frusquin                                | St. Simon                                   | St. Simon        |
| 父 *ガロン 1909 栗毛                       | 父の母Flair 1903 鹿毛                       | St. Frusquin                                | Isabel                                      |                  |
| 父 *ガロン 1909 栗毛                       | 父の母Flair 1903 鹿毛                       | Glare                                       | Ayrshire                                    | Ayrshire         |
| 父 *ガロン 1909 栗毛                       | 父の母Flair 1903 鹿毛                       | Glare                                       | Footlight                                   |                  |
| 母 第四フロリースカツプ 1912 黒鹿毛        | 母の父*インタグリオー 1899 栗毛             | Childwick                                   | St. Simon                                   | St. Simon        |
| 母 第四フロリースカツプ 1912 黒鹿毛        | 母の父*インタグリオー 1899 栗毛             | Childwick                                   | Plaisanterie                                |                  |
| 母 第四フロリースカツプ 1912 黒鹿毛        | 母の父*インタグリオー 1899 栗毛             | Cameo                                       | Thurio                                      | Thurio           |
| 母 第四フロリースカツプ 1912 黒鹿毛        | 母の父*インタグリオー 1899 栗毛             | Cameo                                       | Light of Other Days                         |                  |
| 母 第四フロリースカツプ 1912 黒鹿毛        | 母の母*フロリースカツプ 1904 黒鹿毛         | Florizel                                    | St. Simon                                   | St. Simon        |
| 母 第四フロリースカツプ 1912 黒鹿毛        | 母の母*フロリースカツプ 1904 黒鹿毛         | Florizel                                    | Perdita                                     |                  |
| 母 第四フロリースカツプ 1912 黒鹿毛        | 母の母*フロリースカツプ 1904 黒鹿毛         | Stirrup Cup                                 | Melton                                      | Melton           |
| 母 第四フロリースカツプ 1912 黒鹿毛        | 母の母*フロリースカツプ 1904 黒鹿毛         | Stirrup Cup                                 | Sterling Love                               |                  |
| 母系(F-No.)                                | フロリースカツプ(GB)系(FN:3-l)              | フロリースカツプ(GB)系(FN:3-l)              | フロリースカツプ(GB)系(FN:3-l)              | [ § 2 ]          |
| 5代内の近親交配                            | St. Simon 4×4・4、Hampton 5×5、Cremorne 5×5 | St. Simon 4×4・4、Hampton 5×5、Cremorne 5×5 | St. Simon 4×4・4、Hampton 5×5、Cremorne 5×5 | [ § 3 ]          |
| 出典                                       | 1. 2. 3.                                    | 1. 2. 3.                                    | 1. 2. 3.                                    | 1. 2. 3.         |

- 祖母フロリースカツプは小岩井農場の基礎輸入牝馬の1頭。